# Asia meridionale
L'Asia meridionale (o Asia del Sud) è una regione dell'Asia composta dal subcontinente indiano e parte dell'altopiano iranico. In base alla ripartizione del mondo effettuata dalle Nazioni Unite, è una delle macroregioni in cui è divisa l'Asia.

## Geografia
Confinante a nord con l'Asia centrale (Pamir), a nord-est con l'Asia orientale (Tibet), ad ovest con l'Asia occidentale (Afghanistan e Iran), ad est con il sud-est asiatico (Indocina), a sud-est con il golfo del Bengala, a sud-ovest con il Mare arabico e a sud direttamente con l'Oceano indiano, può essere suddivisa in sei vaste zone da nord a sud:
- la catena dell'Himalaya
- la pianura indo-gangetica
- l'altopiano del Deccan
- le catene dei Ghati occidentali e dei Ghati orientali
- parte dell'altopiano iranico
- le regioni del Kashmir, Punjab e buona parte del Belucistan.

### idrografia

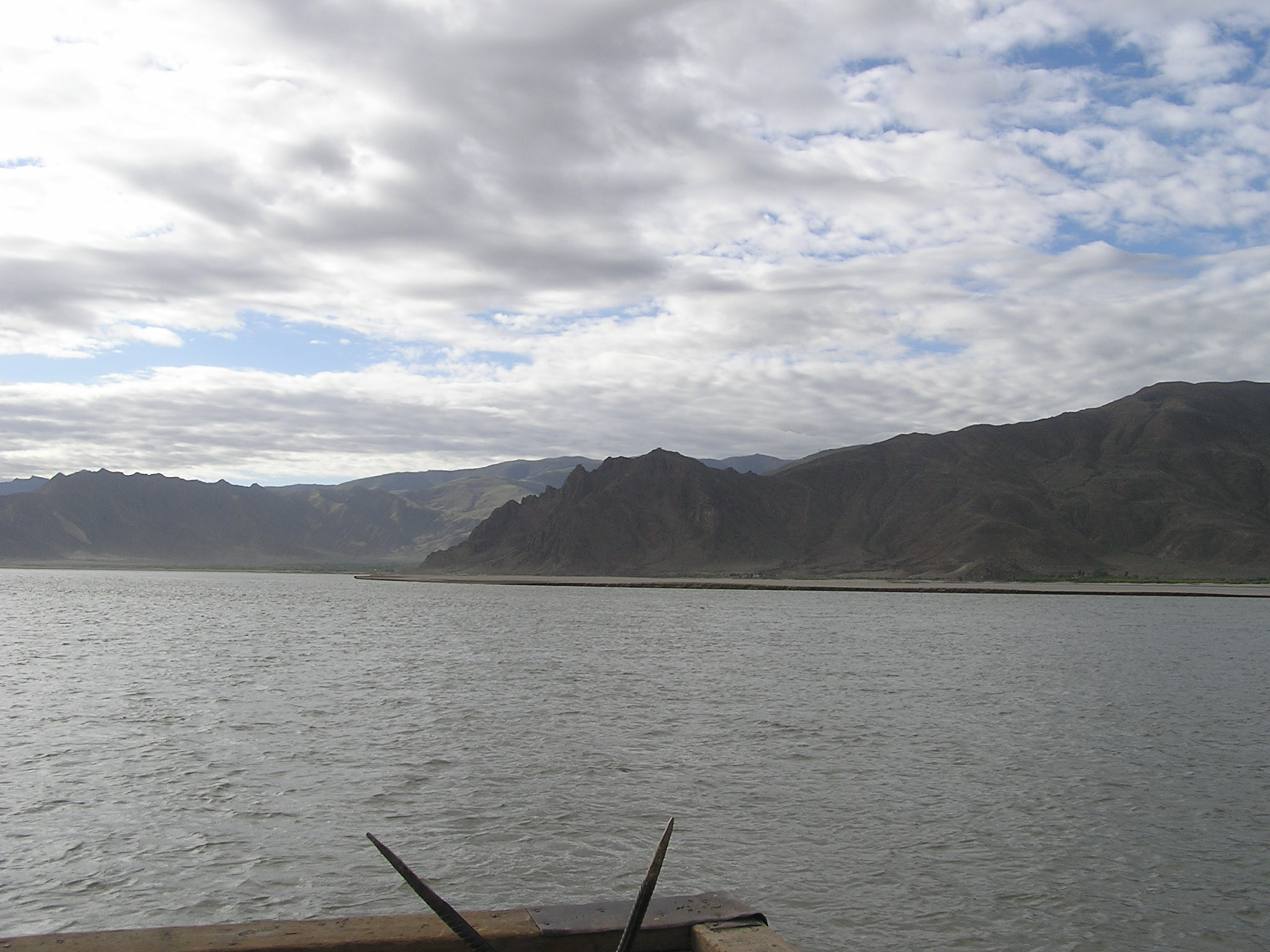
Il fiume Bramaputra

Ai piedi dell'Himalaya, a nord e a sud, nascono tre importanti fiumi asiatici per lunghezza e portata idrica: l'Indo, il Gange e il Bramaputra e quasi tutti i loro affluenti.

## Società

### Popolazione
Nell'intera area vivono oltre un miliardo e 600 milioni di persone, che la rendono una delle zone più popolose e densamente popolate al mondo assieme al vicino Sud-est asiatico e all'Asia orientale.

## Politica

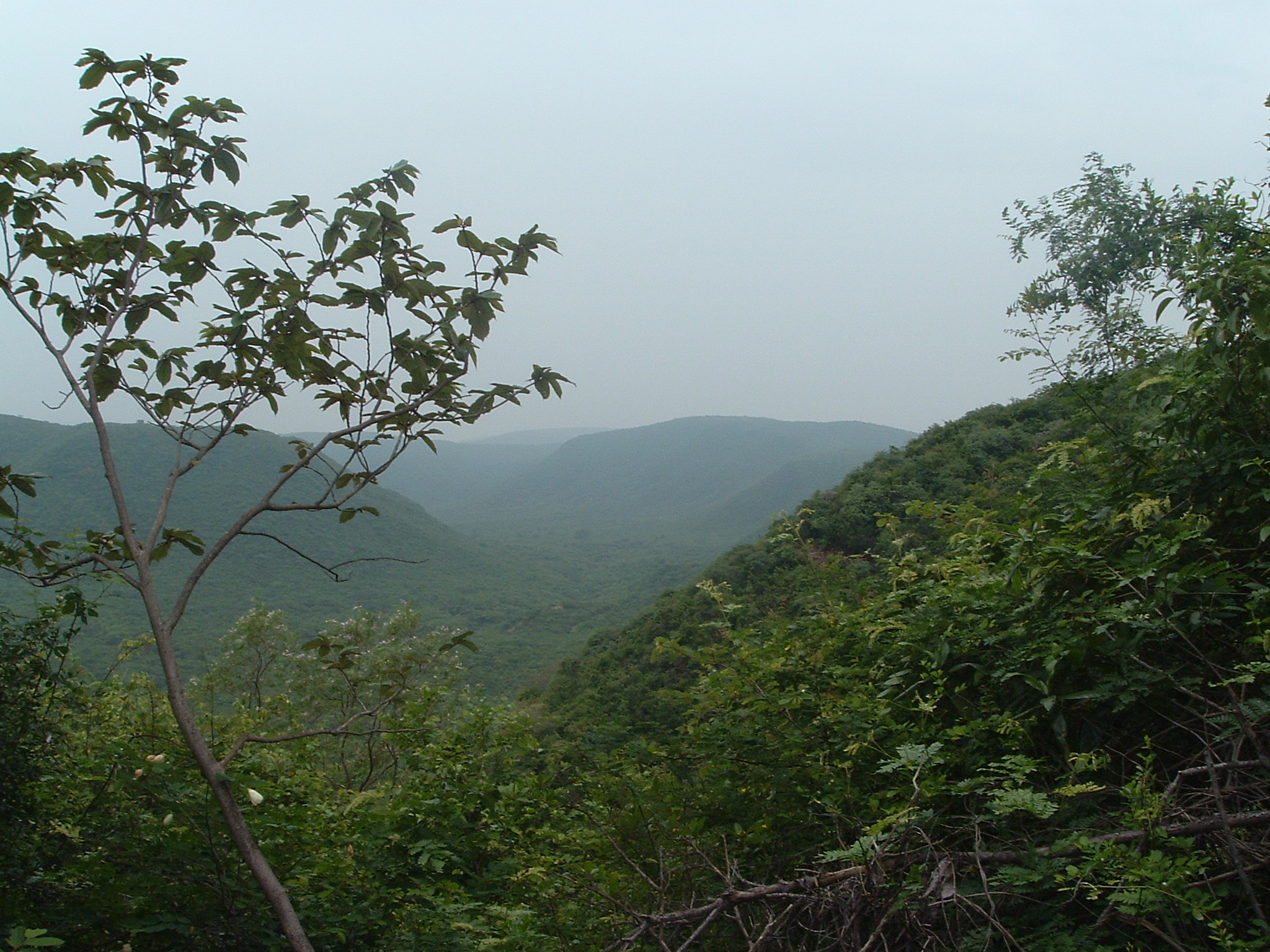
La regione dei Ghati orientali

Essa include 8 Stati: 
- Afghanistan
- Bangladesh
- Bhutan
- India
- Maldive
- Nepal
- Pakistan
- Sri Lanka

.